# Saint-Michel-Tubœuf
Saint-Michel-Tubœuf é uma comuna francesa na região administrativa da Normandia, no departamento Orne. Estende-se por uma área de 8,76 km². Em 2010 a comuna tinha 646 habitantes (densidade: 73,7 hab./km²).